# Golfkriegssyndrom
Das Golfkriegssyndrom (englisch Gulf War syndrome, Gulf War illnesses, auch Balkan-Syndrom genannt) ist ein medizinischer Begriff, der eine Summe von Krankheiten zusammenfasst, die erstmals 1991/92 bei den heimgekehrten Soldaten des Zweiten Golfkrieges (Kuwait und Irak) beobachtet wurde.

## Symptome
Die Symptome, die bei den Rückkehrern aus der Golfregion auftauchten, lassen sich nicht ausschließlich auf eine posttraumatische Belastungsstörung zurückführen. Diese waren unter anderem Gelenk- und Muskelschmerzen, ungewöhnliche Müdigkeit und Erschöpfungszustände, Gedächtnisprobleme, Depressionen, Störungen der kognitiven und emotionalen Funktionen – das sind die typischen Symptomgruppen, die inzwischen auch durch zahlreiche Studien belegt sind. Hinzu kommen Schwindel, Erbrechen und Diarrhöe, Lähmungen, Haar- und Zahnausfall, Drüsenschwellungen, Sehstörungen und Gedächtnisschwund sowie Missbildungen bei nachmals gezeugten irakischen und amerikanischen Kindern. Da Ähnliches bei mehreren tausend Heimkehrern aus dem Zweiten Golfkrieg auftrat, fassten die amerikanischen Ärzte das Krankheitsbild im Jahre 1994 unter dem Begriff Golfkriegssyndrom zusammen.

## Ursachen
Nach den ersten Beschreibungen des Golfkriegssyndroms kam eine sehr kontrovers geführte Diskussion zwischen Betroffenen und verantwortlichen Stellen bzw. armeenahen Wissenschaftlern in Gang. So wurden neben vermuteten Giftgasangriffen, Pestizideinsätzen, Insektenrepellents, Nebenwirkungen von Medikamenten (z. B. Pyridostigminbromid), unbekannten Infektionserregern, brennenden Ölquellen u. a. m. sowie psychische und psychosomatische Erklärungsmuster für diese Erkrankungen herangezogen.

### Uranmunition
Geschosse, die aus schwach radioaktivem, aber hochtoxischem abgereichertem Uran (Depleted Uranium, DU) bestehen, werden von vielen Quellen für die Symptome verantwortlich gemacht. Über das tatsächliche Gefahrenpotential dieser Munition herrscht jedoch Uneinigkeit. Uranmunition wurde in Wuchtgeschossen, Maschinenkanonen und verschiedenen Granaten in großem Umfang im Golfkrieg eingesetzt. Uranmunition wirkt pyrophor beim Zerstäuben, das heißt, es verbrennt exotherm unter Bildung von giftigen Oxiden (Asche), wobei der Abbrand die zerstörerische Wirkung erhöht. Neben nephrotoxischer wurde für DU auch eine neurotoxische Wirkung nachgewiesen.
Während es auf die karzinogene Wirkung von abgereichertem Uran im Labor Hinweise gibt, fand eine medizinische Studie bei exponierten Personengruppen des Golfkrieges keinen statistischen Zusammenhang, desgleichen für nephrotoxische Effekte (letztere fehlten ebenfalls in Tierversuchen). Rückstände abgereicherten Urans in exponierten Kriegsgebieten in Boden und Wasser wurden als gering eingestuft, aber weitere Überwachung empfohlen. Dies wurde in einer Studie im Jahr 2021 von der University of Portsmouth bestätigt.

### Chemische Waffen
Nach Auskunft offizieller Stellen kamen im Golfkrieg keine C-Waffen zum Einsatz. Dies wurde mit der ständigen Überwachung der Umgebungsluft durch Messgeräte der US-Armee begründet. Allerdings lösten die äußerst empfindlichen Messgeräte ständig Fehlalarme aus, die dann auf andere Ursachen zurückgeführt wurden. Tschechische Wissenschaftler konnten während des Golfkrieges dagegen geringe Luftkonzentrationen von Giftgasen in bestimmten Gebieten messen. Erst 1996 gab das US-Verteidigungsministerium zu, dass eine Exposition von ca. 15.000 Soldaten gegenüber C-Waffen wie Nervengiften nach der Sprengung eines Munitionsdepots, in denen solche Kampfstoffe lagerten, möglich gewesen ist. Auch stimmen viele der Symptome mit denen von chemischen Waffen wie den Organophosphaten Sarin und Tabun, Senfgas und anderer Nervenkampfstoffe überein. Neuere amerikanische Forschungen stützen die Annahme der Exposition gegenüber Nervengiften. Im Mai 2022 identifizierten Forscher finanziert durch die US-Regierung Sarin als die Hauptursache für das Golfkriegssyndrom. Nach der Freisetzung von Sarin wurde es mit der Luft vermischt, so dass es nicht mehr tödlich gewesen sei. Allerdings reichte es aus, um diejenigen, die genetisch dafür prädestiniert waren und die Giftstoffe im Körper nicht abbauen konnten, mit den beschriebenen Krankheitsfolgen zu konfrontieren.

### Brennende Ölquellen
Es wird diskutiert, dass durch brennende Ölquellen Giftstoffe wie zum Beispiel Dioxine freigesetzt wurden. Gegen diese Annahme spricht, dass Feuerwehrleute, die ebenfalls bei der Brandbekämpfung an Ölquellen eingesetzt wurden, keinerlei Symptome des Golfkriegssyndroms zeigen.

### Impfungen und präventive Medikamente
Die alliierten Soldaten wurden mit einer Reihe von Arzneimitteln und Impfungen gegen die Wirkungen von biologischen und chemischen Waffen behandelt, deren Nebenwirkungen schwer einzuschätzen sind. Ein Zusammenhang zwischen emulgiertem Squalen als Adjuvans in Impfstoffen und dem Golfkriegssyndrom konnte in Studien widerlegt werden. Einem britischen Soldaten, der 9 Substanzen und „Impfungen“ innerhalb eines Tages erhalten hatte, gelang es 2014, seine Osteoporose, Depression und weitere Gesundheitsstörungen als Golfkriegssyndrom und Rentenbegründung letztinstanzlich anerkennen zu lassen, obgleich er wegen der Erkrankung nicht am Feldzug teilgenommen hatte. Mit dem Fall hatte sich auch das britische Parlament befasst.
Pyridostigminbromid ist ein für die Behandlung der Myasthenia gravis zugelassenes Medikament, welches den Soldaten zur Prävention für den Fall eines C-Waffen-Angriffes gegeben wurde. Pyridostigmin bindet reversibel an die Acetylcholinesterase, dadurch werden die Bindungstellen für chemische Kampfstoffe wie Organophosphate blockiert und eine irreversible Blockade des Enzyms verhindert. Pyridostigmin bindet jedoch auch an periphere Esterasen, die z. B. an der metabolischen Entgiftung von Pyrethroiden beteiligt sind. Etliche Soldaten klagten außerdem während der Einnahme über mehr oder weniger schwere Nebenwirkungen des Medikaments. Ein im November 2008 veröffentlichter Bericht des US-Kriegsveteranenministeriums bestätigte, dass verschiedene Stoffe, welche die Acetylcholinesterase hemmen, Symptome ähnlich denen des Golfkriegssyndroms verursachen können. Auch viele Pestizide und im Golfkrieg eingesetzte chemische Waffen sind Acetylcholinesterasehemmer. Den Soldaten wurde weiterhin vorbeugend das Antibiotikum Ciprofloxacin verabreicht, welches ebenfalls unter Verdacht steht, Einfluss gehabt zu haben.

### Insektizide und Repellents
Die Anwendung und Verbreitung von Pestiziden im Golfkrieg ist ebenfalls unklar. Zunächst wurde sowohl von dem britischen als auch dem US-amerikanischen Verteidigungsministerium angegeben, dass insgesamt sehr wenig Pestizide eingesetzt wurden und auch die Soldaten entsprechende Mittel nur wenig nutzten. Erst Ende 1996 wurde von einem Mitarbeiter des britischen Verteidigungsministeriums eingeräumt, dass die Anwendung von organophosphathaltigen Pestiziden wesentlich weiter verbreitet war, als vorher offiziell zugegeben worden war. Zusätzlich benutzte eine unbekannte Anzahl von Soldaten sogenannte Flohhalsbänder, die Chlorpyrifos, ein Organophosphat, enthielten. Die Uniformen sollten einerseits zur Abwehr von Insekten mit dem Insektizid Permethrin imprägniert werden, andererseits war die Kapazität der entsprechenden Fabriken nicht ausreichend, so dass Spraydosen mit einem permethrinhaltigen Produkt an Soldaten verteilt wurde, damit diese die Uniformen selbst imprägnieren konnten.
Zur Insektenabwehr wurde Diethyltoluamid (DEET) in 75-prozentiger ethanolischer Lösung oder auch als niedriger dosierte Lotionen und Stifte eingesetzt; in den USA sind nur 30-prozentige Zubereitungen erlaubt. DEET ist auch in deutschen handelsüblichen Insektenrepellents vorhanden, allerdings niedriger dosiert. DEET kann in Überdosierung durchaus neurologische Nebenwirkungen haben. In einigen Fällen sind sogar Todesfälle durch häufige Anwendung am ganzen Körper beschrieben. Die Anwendungshäufigkeit bei den Soldaten ist wiederum unklar. Mitarbeiter von armeeeigenen Forschungsinstituten sprechen wiederum von einer sehr seltenen Anwendung der Mittel. Unabhängige Stellen sprechen dagegen von zum Teil häufiger Anwendung der Insektenabwehrmittel.

### Stress und Posttraumatische Belastungsstörungen (PTBS)
Studien des amerikanischen Verteidigungsministeriums zur Klärung der Erkrankungen der Golfkriegsveteranen kamen zu dem Schluss, dass bei den untersuchten Veteranen lediglich psychische Erkrankungen wie z. B. Depressionen, kriegsbedingte Stresserkrankungen (Posttraumatische Belastungsstörung, PTBS) und Anpassungsstörungen häufiger aufgetreten seien als in vergleichbaren Bevölkerungsgruppen. Weiterhin seien chemische Faktoren für die Erkrankungen bedeutungslos. Haley und Wadman kritisierten die Vorgehensweise dieser Studien und insbesondere die Art der Diagnosestellung. Milner et al. fanden, dass auf die erkrankten Soldaten weder die Diagnose PTSD noch andere psychiatrische Diagnosen zutrafen. Auch das U. S. Institute of Medicine kam im Jahr 1999 zu dem Schluss, dass im Golfkrieg psychische Erkrankungen mit etwa 6,5 % Anteil an allen aus Asien ausgeflogenen Soldaten selten waren.

### Kombinationswirkungen von Medikamenten und Pestiziden
Abou-Donia et al. und Abou-Donia und Wilmarth stellten in Tierexperimenten mit Hühnern fest, dass die Substanzen Pyridostigminbromid und DEET und Permethrin bzw. Chlorpyrifos gemeinsam eine synergistische neurotoxische Wirkung entfalten. Bei den Hühnern wurden neurologische Ausfälle und pathologische Effekte an Axonen beobachtet, die sonst erst bei sehr viel höheren Dosen an DEET und Permethrin bzw. Chlorpyrifos auftreten. Dies wurde von den Autoren u. a. darauf zurückgeführt, dass der Einsatz von Pyridostigmin die Abbaurate von Permethrin und DEET im Körper senkt und ihre Neurotoxizität im Gegenzug auf Grund der Hemmung abbauender Enzyme erhöht. Die Ergebnisse hinsichtlich der synergistischen Wirkung von Pyridostigmin, DEET und Permethrin wurden von McCain u. a. an Ratten bestätigt.
Haley et al. und Haley und Kurt führten daraufhin drei zusammenhängende, armeeunabhängige epidemiologische Studien durch und schlossen aus ihren Ergebnissen, dass die Kombinationswirkungen von Pyridostigminbromid mit Organophosphaten (C-Waffen oder Insektizide), sonstigen Insektiziden (Pyrethroide) und Insektenrepellents (DEET) mit charakteristischen Symptomenkomplexen der Golfkriegsveteranen signifikant korrelierten.
Diese Ergebnisse aus den Jahren 1997 wurden im Wesentlichen von dem im Jahr 2008 vorgelegten US-Expertenbericht bestätigt:
1. Die Kombinationswirkung des Medikaments Pyridostigminbromid und verschiedener Pestizide und Repellents sind die wahrscheinliche Ursache des Golfkriegssyndroms.
2. Psychische Erkrankungen, kriegsbedingter Stress oder eine Posttraumatische Stress-Störung können das Golfkriegssyndrom nicht erklären.[16]

### Sonstige Faktoren
Es gibt unzählige weitere, unbelegte Thesen, zum Beispiel wurde verdorbenes Aspartam aus überhitzten Getränken (Coca-Cola Light) oder Schäden durch Parasiten in Betracht gezogen. Eine kurze, unvollständige Auflistung weiter Punkte:
- bromhaltige Halogenkohlenwasserstoffe, Blei und Fluortenside im NATO-Treibstoff JP-8
- das heiße Klima
- verdorbene oder ungewöhnliche Lebensmittel

## Anerkennung als Kriegsleiden
Da der ursächliche Zusammenhang der Symptome mit den militärischen Operationen nur schwer belegbar war, wurde das Golfkriegssyndrom von der US-Regierung und der britischen Regierung bestritten. Seit dem Sommer 2005 ist es von der britischen Regierung offiziell zur Beschreibung von Krankheiten bei Soldaten anerkannt. Hiervon können bis zu 6.000 der 54.000 britischen Soldaten, die im Golfkrieg beteiligt waren, durch höhere Entschädigungen profitieren. Ein vom US-Kongress beauftragtes Gremium hat in einem 2008 veröffentlichten Papier festgestellt, dass das Golfkriegssyndrom real und durch den Kontakt mit Neurotoxinen während des Golfkriegs entstanden sei. Mehrere Studien wiesen demnach darauf hin, dass das Syndrom nicht auf Kampfhandlungen oder Stress zurückzuführen sei. Unter Verdacht stehe eine Kombinationswirkung des Medikaments Pyridostigminbromid, welches prophylaktisch gegen Nervengifte verordnet wurde, mit Insektiziden und Insekten-Repellents.

## Kritische Thesen
Die US-amerikanische Publizistin Elaine Showalter beschreibt in ihrem 1997 erschienenen Buch Hystorien das Golfkriegssyndrom als eine Kriegsneurose und kritisiert, dass die Soldaten nicht entsprechend psychotherapeutisch behandelt würden.